# Macquarie Group
Macquarie Group Limited er en australsk multinational finansiel service-virksomhed. De driver en diversificeret finansiel koncern og deres aktiviteter omfatter investering, formueforvaltning, forvaltning af aktiver, bank og leasing. Macquarie har 17.000 ansatte, de er tilstede på 33 markeder, og de er verdens største forvalter af infrastruktur-aktiver.
De forvalter samlet aktiver for 737 mia. A$.
Macquarie blev etableret 10. december 1969 som Hill Samuel Australia Limited, et datterselskab til UK's Hill Samuel & Co. Limited.